# 威利麻街
威利麻街（英語：Wilmer Street），是香港島中西區的一條街道，位於西營盤和上環之間分界線，南端接皇后大道西近皇后酒店，西臨港鐵港島綫西營盤站西湖里出口，北端至一洲國際廣場，毗鄰東邊街及修打蘭街。當地設置一線香港小巴總站往九龍，中段毗鄰海味街德輔道西西營盤段。
威利麻街於1950年至1979年期間，設有往來深水埗碼頭的渡輪服務，其後往上環的渡輪於1979年因上環威利麻街碼頭被超強颱風荷貝摧毀而永久取消。威利麻街也曾經設有往來長洲、坪洲、梅窩的非（專利）航線。
威利麻街鄰近海味街，同樣設有一些海味店，並為人力車觀光巴士新巴H1線的其中一個景點車站。

## 鄰近
- 西蒲189
- 李陞街遊樂場

## 交通
港鐵
- █  港島綫：上環站、西營盤站
- 香港電車
- 過海隧道巴士104線等多線巴士途經